# Imperium
 Denne artikel bør gennemlæses af en person med fagkendskab for at sikre den faglige korrekthed.

Imperium stammer fra latin (impe'rare = at befale), hvor det betyder "magt" eller "herredømme". Heraf stammer de nutidige anvendelser som betegnelse for vælde, kejserrige og verdensrige. Man kan også sige, at et imperium er et rige, der strækker sig over flere folkeslag med udgangspunkt i et enkelt folk eller en mindre magtgruppe (klike), og således forsøger at udsprede dette herrefolks eller denne klikes kultur og magt.

## Territorialimperier og koloniimperier
Imperier kan have to udforminger:[kilde mangler]
1. imperier i form af udvidelse af styrets magt til naboområder (territorialimperier),
2. oversøiske imperier i form af kolonier (koloniimperier).

Territorialimperier har ofte deres oprindelse i et eller flere af følgende forhold:[kilde mangler]
- virke i en god sags tjeneste (korstog, civilisering af folkeslag) En variant af dette er en ideologisk eller religiøs forpligtelse til at underlægge sig området (kommunisme, fundamentalisme),
- sikring af riget mod en fjendtligt indstillet nabo ved at vinde overherredømmet over denne (en variation af dette er argumentet "fjenden angreb os først")[2],
- sikring af råstoffer, landområder (fx adgang til kysten, landforbindelse mellem to adskilte dele af riget, områder til befolkningsbosættelse), eller anlæg (markedspladser, fabrikker, havne, strategiske vejanlæg, jernbaner, flyvepladser og lignende),
- ønske om vedvarende udplyndring af en velstående nabos velstand (i form af tributter, skatter, afgifter og lignende),
- hævdelse af en "etnisk" eller sprogbetinget ret til området (fx pangermanisme, panslavinisme)[3],
- hævdelse af en historisk ret eller tilsvarende til området (typisk, hvis der er tale om et område, som indgik i et tidligere imperium, eller hvor befolkningen tidligere har været bosat), ofte parret med bestridelse af retten for andre folkeslag til deres egen stat (fx kurdere, tetjenere)[4].

Koloniimperier har i hovedsagen de samme formål som territorialimperier.[kilde mangler] Indtil det 19. århundrede forekom tre hovedtyper af kolonier:[kilde mangler]
1. udvandringskolonialisme, hvor folk af religiøse, politiske eller overbefolkningsmæssige årsager udvandrer og opretter egne kolonier, eller landet anvender tvangsforvisning til en koloni som straffemetode af forbrydere og andre uønskede folkeindslag (eksempelvis blev Australien af England blev anvendt som straffekoloni. Som eksempler på engelske udvandringsområder kan tilføjes Australien, New Zealand, Sydafrika, Amerika, Canada). Kendetegnende for udvandringskolonialisme er, at de som regel sker til egne, hvis klimatiske forhold ikke afviger så meget fra hjemlandets, det vil sige, at den udvandrede befolkning har gode muligheder for at akklimatisere sig. Nybyggerne vil som regel i en eller anden form medbringe deres hjemlands sædvaner og levevis og tilpasse disse de nye, stedlige forhold. De fleste udvandrerkolonier begyndte med landbrug som den bærende næringsvej men udvikler senere et mere sammensat næringsliv med vareforædling (industri) og handel, lige som det stedlige embedsvæsen med tiden udvikles. Derved forberedes udvandrerkolonien til det tidspunkt, hvor det har udviklet sig til et velfungerende, hjemme- eller selvstyrende samfund, rede til at tage skridtet til fuld selvstændighed, enten helt frigjort fra moderlandet eller i en meget løs forbindelse med dette.
2. handelskolonialisme, hvor fortrinsvis europæiske stater oprettede støttepunkter for deres fjernhandel i Latinamerika, Afrika og Asien. Sådanne handelskolonier havde karakter af små støttepunkter for søfart og handel, undertiden med tiden i tilknytning til virksomhed i baglandet, eksempelvis i form af plantagedrift eller med udvinding af stedlige råstoffer fra jorden. Hvis handelskolonien udvikles til en egentlig plantagekoloni eller forvaltningskoloni, vil kolonisterne som regel danner en forholdsvis fåtallig overklasse, der udnytter de stedlige naturgivne værdier ved hjælp af underkuet arbejdskraft, enten den stedlige befolkning eller ved indførsel af en sådan udefra. Sidstnævnte kendes især fra kolonierne i Latinamerika og det sydlige Nordamerika, hvor en betydelig indførsel og udnyttelse af negerslaver fandt sted. Udviklingen er her blevet så fremskreden, at den oprindeligt underkuede befolkning i kraft af sin befolkningsmæssige vækst har været i stand til at mildne modsætningen dels til områdernes indfødte befolkning, dels i forholdet til den tidligere overklasse. Skønt plantagedrift og råstoffer i begyndelsen sker under hensyn til moderlandet, kan disse naturgivne værdier med tiden tillige tjene som økonomisk grundlag for en ny selvstændig stat den dag, et brud med moderlandets overhøjhed måtte indtræffe[5].
3. militærkolonialisme, hvor formålet er et oprette eller opretholde et militært støttepunkt (flådestation eller lignende) for derved hurtigere at kunne reagere på situationer fjernt fra moderlandet til støtte for egne interesser.[6]

Allerede i det 18. århundrede opnåede størstedelen af Nordamerika uafhængighed. I det 19. århundrede gik udviklingen i Latinamerika samme vej, i Afrika og Asien derimod videreudvikledes de gamle kolonidannelser til dele af regulære imperier, større områder under moderlandets kontrol og med et næringsliv tilpasset det samlede imperiums økonomi. Denne form for imperiedannelse forbindes ofte med fremkomsten af den moderne kapitalisme og forsvandt atter efter 2. verdenskrig.
Til alle tider er desuden forekommet territorialimperialisme, hvor et stærkere rige har søgt at erobre landområder fra nabolande og gennemtvinge egen vilje over for en sprogligt-kulturel stedlig befolkning religiøst, politisk og økonomisk.

## Imperierne lever
Imperiernes tidsalder er langt fra forbi.[kilde mangler] Endnu i det 21. århundrede er der folkeslag, som mere eller mindre krigerisk kæmper for deres selvstændighed (blandt de mest kendte er baskere og tibetanere).
I mange indvandringslande, hvor indvandrerne og deres efterkommerne i antal overstiger den oprindelige befolkning (engelsk: aboriginals), er disse sidstnævntes rettigheder ofte et uafklaret spørgsmål. Overherrementalitet og foragt for den stedfødte befolkning (racisme) forekommer hyppigt også blandt nutidige indvandrergrupper, der sjældent end ikke prøver at skjule deres voldelige hensigter over for hjemmefødinge i indvandrerlande.[kilde mangler]
Imperier har således lighedspunkter med diktaturer,[kilde mangler] men adskiller sig fra disse ved, at det ikke er folk af samme folkeslag, der udøver undertrykkelsen og fratager befolkningen dennes almindelige frihedsrettigheder. Fælles for diktaturer og imperier er, at herskerne udmærket godt kan fremme indvandrergruppers og/eller udlandske investorers rettigheder på bekostning af den hjemmehørende befolkning for derved at befæste sig egen magtstilling, og at de med alle midler forsøger at forhindre folket i at udøve sine demokratiske rettigheder ved at omgå disse eller ligefrem forbyde dem. Imperier kan ene og alene opretholdes og virke i kraft af den undertrykkelse, der er hele deres sjæl og inderste kerne.[kilde mangler]

## Territorialimperier
A. Historiske territorialimperier:[kilde mangler]
- Aleksander den Stores imperium
- Det østromerske rige
- Djengis Khans imperium
- Khmer imperiet
- Knud den Stores imperium
- Napoleons imperium
- Osmanniske rige
- Persien
- Polsk-litauiske imperium
- Polen i mellemkrigstiden
- Romerske imperium
- USSR (Unionen af Socialistiske Sovjetrepublikker)
- Svenskeimperiet
- Timur
- Tjekkoslovakiet
- Tysk-romerske rige
- Østrig-Ungarn

B. Eksisterende territorialimperier[kilde mangler]
- Afghanistan
- Folkerepublikken Kina
- Grusien
- Irak
- Iran
- Israel
- Russiske Føderation
- Storbritannien
- Sudan
- Sydafrika
- Tyrkiet
- Zimbabwe

## Tidligere koloniimperier
Nedenfor en liste over koloniimperier gennem tiderne:[kilde mangler]
- Det amerikanske koloniimperium

Alaska
Amerikansk Samoa
Filippinerne
Guam
Hawaii
Jonston øer
Midway øer
Amerikanske Jomfruøer (tidligere Dansk Vestindien)
Wake øer
- Det belgiske koloniimperium

Belgisk Congo
- Danske koloniimperium

Dansk Vestindien
Trankebar
Serampore
Frederiksnagore
Nicobarerne
Den danske Guldkyst
- Engelske koloniimperium

Afghanistan
Aukland øerne
Australien
Bahama
Barbados
Bechuanaland
Bouvet
Burma
Britisk Cameroun
Canada
Ceylon (Sri Lanka)
Cooks øer
Falklandsøerne
Fiji øerne
Gambia
Gibraltar
Goughi
Guldkysten
Guyana
Honduras
Hongkong
Indien
Irland
Jamaica
Juleøen
Kenya
Kokosøerne
New Guinea
New Zealand
Nigeria
Norfolk øerne
Rhodesia (Zimbabwe)
Salomonøerne
Sechellerne
Sierra Leone
Singapore
Socotra
Britisk Somaliland
Sudan
Sydafrika
Syd-Georgia øerne
Syd-Sandwichøer
Tobago
Trinidad
Tristan da Cunha-øerne
Uganda
Vestpakistan
Egypten
Østpakistan
- Franske koloniimperium

Fransk Vestafrika
Fransk Ækvatorialafrika
Algeriet
Centralafrikanske republik
Comoriøerne
Fransk Guyana
Gabon
Guadeloupe
Indokina (Vietnam, Laos, Cambodia)
Karikal
Kerguelen
Komodoerne
Madagaskar
Mahé, Indien
Mali
Marokko
Martinique
Mauretanien
Minquelon
Niger
Ny Caledonien
Pondicherry
Reunion
Senegal
Somaliland
Tahiti
Tchad
Tunesien
Yanaon
- Hollandske koloniimperium

Curaçao
Hollandsk Guyana
Hollandsk Ostindien
- Det italienske koloniimperium

Dodekanesiske øer
Eritrea
Tripolitanien (Libyen)
Italiensk Somaliland
- Japanske koloniimperium

Formosa (Taiwan)
Korea
Kurilerne
Manchukuo
Sydlige Sahhalin
- Norgesvældet
- Det portugisiske koloniimperium

Angola
Azorerne
Diu
Goa
Macao
Madeira
Mozambique
Portugisisk Guinea
Principe
St. Thome
- Spanske koloniimperium

Ny Spanien
Ny Granada
Vicekongedømmet i Peru
Canariske øer
Cuba
Puerto Rico
Spansk Sahara
- Tyske koloniimperium

Cameroun
Marianeøer
Marshalløer
Palau
Samoa
Sydvestafrika (Namibia)
Togo
Østafrika (Tanzania)
Quingdao